# James och jättepersikan
James och jättepersikan (engelsk originaltitel James and the Giant Peach) är en bok av Roald Dahl, som publicerades 1967. År 1996 hade filmatiseringen premiär.

## Handling
Boken "James och jättepersikan" handlar om James Henry Trotter, som blir passad av sina två elaka mostrar Sylt och Snylt. Hans föräldrar dog i London när en noshörning åt upp dem på gatan. När James en dag blir ledsen och går och sätter sig bakom en buske kommer en gammal gubbe och ger honom en påse gröna frön. "Dessa frön", säger gubben, "kommer att göra så att du kommer att få uppleva fantastiska saker, bara du inte tappar dem!". När James blir upphetsad tappar han fröna och de ramlar ner i jorden. 
När mostrarna säger till James att gå ut, ser denne ett hål i en jättepersika som växt fram genom det gamla persikoträdet. James var mager och hungrig så han gick in i hålet för att ta en munsbit.

## Filmatisering
Berättelsen om James och jättepersikan har blivit dockfilm, och även en tecknad version, som visats på Bolibompa på 1990-talet.